# Frederic George Kenyon
Frederic George Kenyon, född 15 januari 1863 i London, död 23 augusti 1952 i Godstone i Surrey, var en brittisk papyrolog. Han var far till arkeologen Kathleen Kenyon.
Kenyon var direktör för British Museum 1909–1930 och en av samtidens främst kännare av grekiska papyrer. Åren 1917–1921 var han president i British Academy. Han tillhörde även Society of Antiquaries of London. I sitt testamente instiftade han den efter honom uppkallade Kenyon Medal for Classical Studies. Kenyon utgav bland annat den 1891 funna på papyrus författade Aristotelesskriften "Om atenarnas statsförfattning" (1891 och 1903), Classical texts form papyrus in the British museum (1891), Catalogue of Greek papyri in the British museum (3 band, 1893–1907) samt handböckerna Palæography of Greek papyri (1899) och Handbook to the textual criticism of the N.T. (flera upplagor). Bland Kenyons övriga skrifter märks Books and readers in ancient Greece and Rome (1932) samt en utgåva av Robert Brownings Collected works (10 band, 1912).